# Gorni Kramer

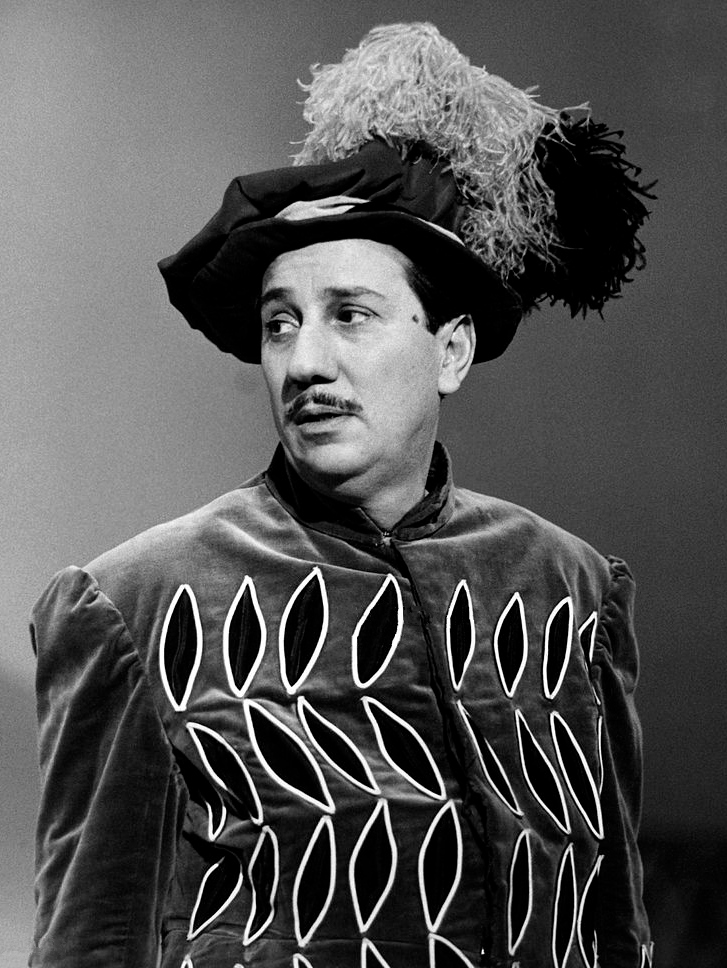
O maestro e compositor italiano Kramer Gorni apresentando o programa de TV "Alta Fedeltà". Janeiro de 1962

Francesco Kramer Gorni (22 de julho de 1913 - 26 de outubro de 1995), conhecido como Gorni Kramer, foi um compositor, músico e líder de banda italiano.

## Biografia
Ele nasceu Francesco Kramer Gorni em Rivarolo Mantovano, Lombardia. Apesar do som exótico de Gorni Kramer na língua italiana, que levou parte de seu público a acreditar que ele era um estrangeiro ou havia adotado um pseudônimo extravagante, era seu nome verdadeiro. Seu nome de família era Gorni, e Kramer seu nome do meio, em homenagem ao ciclista americano Frank Kramer, que venceu a corrida de rua no Campeonato Mundial de 1912 e causou uma forte impressão no pai de Gorni.
Kramer aprendeu música muito jovem, graças ao seu pai, um músico. O primeiro instrumento que aprendeu a tocar foi a sanfona, com a qual se apresentou ainda criança na banda do pai.
Ele então estudou contrabaixo no Conservatório de Parma e obteve seu diploma em 1930. Começou a trabalhar como músico para bandas de dança e, em 1933, aos 20 anos, formou seu próprio grupo de jazz. Este novo gênero musical americano foi proibido pelo regime fascista italiano, mas Gorni Kramer pôde conhecê-lo graças a alguns colegas músicos que trabalharam a bordo dos navios que ligavam a Europa e a América do Norte.
Em meados da década de 1930, tornou-se um compositor de sucesso. Ele compôs a música para "Crapa pelada" – letra de Tata Giacobetti – um hit de 1936 interpretado por Alberto Rabagliati. Em 1939 ele escreveu "Pippo non lo sa", uma das canções mais famosas do Trio Lescano. Apesar da popularidade de suas canções, Gorni Kramer e sua orquestra ainda eram ignorados pela rádio estatal italiana EIAR, que os boicotava porque tocavam jazz.
Durante a Segunda Guerra Mundial trabalhou com Natalino Otto, cantor também banido pelo EIAR por causa do swing. Kramer escreveu "Ho un sassolino nella scarpa", um dos maiores sucessos de Otto. No período, ele também iniciou uma cooperação duradoura com o Quartetto Cetra – para eles escreveu canções memoráveis como "Nella vecchia fattoria" (o remake italiano de "Old MacDonald Had a Farm"), "In un palco della Scala", "Donna", "Concertino". 
Em 1949, Gorni Kramer começou a trabalhar para Garinei e Giovannini, uma dupla muito famosa de empresários que escreveu e produziu comédias musicais. Escrever música para seus shows foi sua principal atividade nos dez anos seguintes. Suas produções de maior sucesso foram Gran Baldoria, Attanasio cavallo vanesio, Alvaro piuttosto corsaro, Tobia candida spia, Un paio d'ali. Eles apresentaram canções muito populares como "Un bacio a mezzanotte", "Non so dir ti voglio bene", "Le gocce cadono", "Chérie", "Simpatica".
Gorni Kramer estreou na televisão em 1957 com o programa de música Il Musichiere apresentado por Mario Riva. Ele compôs a música-tema do show "Domenica è sempre domenica". Outros shows se seguiram: Buone vacanze, Giardino d'inverno, L'amico del giaguaro, Leggerissimo.
Em meados da década de 1960, Gorni Kramer gradualmente reduziu suas apresentações públicas, mas ele continuou a trabalhar como editor de música e autor de TV. Ele morreu de um ataque cardíaco, em Milão, em 1995. Ele deixou as filhas Teresa e Laura.

## Discografia parcial

### Singles
- 1936 – Dimmi di si/Voglio da te una foto (Fonit, 7488)
- 1953 – Toni me toca/Tic ti-Tic ta (Odeon, TW 4057)
- 1958 – Gelosia/Mi dolor (Fonit Cetra, SP 30370)
- 1958 – Una notte a Granada/La samba del villaggio (Combo Record, 5010; publicado como Gorni Kramer e i suoi Villici)
- 1958 – Domenica è sempre domenica/Simpatica (Combo Record, 5059; com Mario Riva)
- 1959 – You Are My Destiny/Hey, Jealous Lover (Combo Record, 5226; publicado como Gorni Kramer e i suoi Musichieri)
- 1959 – Mio zio/Non cercar (di capir l'amore) (Combo Record, 5237; publicado como Gorni Kramer e i suoi Musichieri)
- 1959 – Serenella/Fatalona (Combo Record, 5256; com Paolo Bacilieri)

### EP
- 1958 – Night Club (Odeon, MSEQ 35120)

### Álbum
- 1953 – Parata di successi n° 5 (Fonit, LP 105; com Nino Impallomeni, Alberto Semprini, Armando Sciascia)
- 1953 – Parata di successi n° 6 (Fonit, LP 106; com Nino Impallomeni, Alberto Semprini, Armando Sciascia)
- 1966 – Celebri tanghi (Combo Record, LP 20044)
- 1974 – Il re della fisarmonica (Combo Record, LP 20137)
- 1996 – Gorni Kramer con i suoi Solisti & The Three Niggers of Broadway - Vol. I (Riviera Jazz Records, RJR CD 002)
- 1997 – Gorni Kramer con i suoi Solisti, The Three Niggers of Broadway e William Righi e il suo Nuovo Stile - Vol. II (Riviera Jazz Records, RJR CD 003)
- 2003 – Gorni Kramer, i suoi Solisti e i Tre Negri - Vol. III (Riviera Jazz Records, RJR CD 008)
- 2005 – Gorni Kramer, i suoi Solisti, Orchestra Circolo Ambasciata, The Three Niggers of Broadway - Vol. IV (Riviera Jazz Records, RJR CD 011)
- 2006 – The Smile of Swing (Twilight Music - Serie via Asiago 10, TWI CD AS 06 26)

## Filmografia
- Il microfono è vostro, dirigido por Giuseppe Bennati (1951)
- Domenica è sempre domenica, dirigido por Camillo Mastrocinque (1958)
- Come te movi, te fulmino!, dirigido por Mario Mattoli (1958)
- Totò a Parigi, dirigido por Camillo Mastrocinque (1958)
- Totò, Eva e il pennello proibito, dirigido por Steno (1959)
- Un mandarino per Teo, dirigido por Mario Mattoli (1960)

## Comédias musicais
- 1952 – Attanasio cavallo vanesio por Garinei e Giovannini
- 1953 – Alvaro piuttosto corsaro por Garinei e Giovannini
- 1954 – Giove in doppiopetto por Garinei e Giovannini
- 1954 – Tobia candida spia por Garinei e Giovannini
- 1955 – La granduchessa e i camerieri por Garinei e Giovannini
- 1956 – Buonanotte Bettina por Garinei e Giovannini
- 1956 – Carlo non farlo por Garinei e Giovannini
- 1957 – L'adorabile Giulio por Garinei e Giovannini
- 1957 – Un paio d'ali por Garinei e Giovannini
- 1958 – Un trapezio per Lisistrata por Garinei e Giovannini
- 1960 – Un mandarino per Teo por Garinei e Giovannini
- 1960 – Delia Scala Show por Garinei e Giovannini

## Revistas
- 1950 – Black and White por Garinei e Giovannini
- 1951 – Gran baldoria por Garinei e Giovannini
- 1952 – Gran baraonda por Garinei e Giovannini
- 1953 – Made in Italy por Garinei e Giovannini